# Nîjnii Koropeț, Muncaci
Nîjnii Koropeț (în ucraineană Нижній Коропець) este o comună în raionul Muncaci, regiunea Transcarpatia, Ucraina, formată numai din satul de reședință.

## Demografie
Componența lingvistică a comunei Nîjnii Koropeț
     Ucraineană (90,08%)
     Maghiară (7,66%)
     Rusă (1,62%)
     Alte limbi (0,65%)
Conform recensământului din 2001, majoritatea populației comunei Nîjnii Koropeț era vorbitoare de ucraineană (90,08%), existând în minoritate și vorbitori de maghiară (7,66%) și rusă (1,62%).